# Saint George Gingerland
Saint George Gingerland ist eines der 14 Parishes der Inselgruppe St. Kitts und Nevis. Es liegt auf der Insel Nevis und hat eine Landfläche von 18,7 km². Die Hauptstadt ist Gingerland. Im Jahr 2022 hatte das Parish 2323 Einwohner.